# Horndal
Horndal est une localité de Suède dans la commune d'Avesta située dans le comté de Dalécarlie.
Sa population était de 1 121 habitants en 2019.